# Hexatoma (Eriocera) jozana
Hexatoma (Eriocera) jozana is een tweevleugelige uit de familie steltmuggen (Limoniidae). De soort komt voor in het Palearctisch gebied.